# Mikkel Krause
Mikkel Munch Krause (Hvidovre, 2 de octubre de 1988) es un deportista danés que compite en curling. Ganó una medalla de plata en el Campeonato Europeo de Curling Masculino de 2010.

## Palmarés internacional
| Campeonato Europeo | Campeonato Europeo | Campeonato Europeo | Campeonato Europeo |
| Año                | Lugar              | Medalla            | Prueba             |
| ------------------ | ------------------ | ------------------ | ------------------ |
| 2010               | Champéry (Suiza)   | Medalla de plata   | Equipo             |